# Pachycereus marginatus
Pachycereus marginatus — вид рослин родини Cactaceae. (Також іноді називають «Mexican Fencepost Cactus»). Він має колоноподібні стебла і повільно виростає до 3.7 м, може досягати 6.1 метра. Стебла 7-10 см у діаметрі, ребра 13-18 см. Часом ці кактуси використовують щоб виготовити огорожу, оскільки їх стебла не настільки великі й небезпечні як у деяких інших видів.